# Festuca elegans
Festuca elegans är en gräsart som beskrevs av Pierre Edmond Boissier. Festuca elegans ingår i släktet svinglar, och familjen gräs. Inga underarter finns listade i Catalogue of Life.

## Bildgalleri

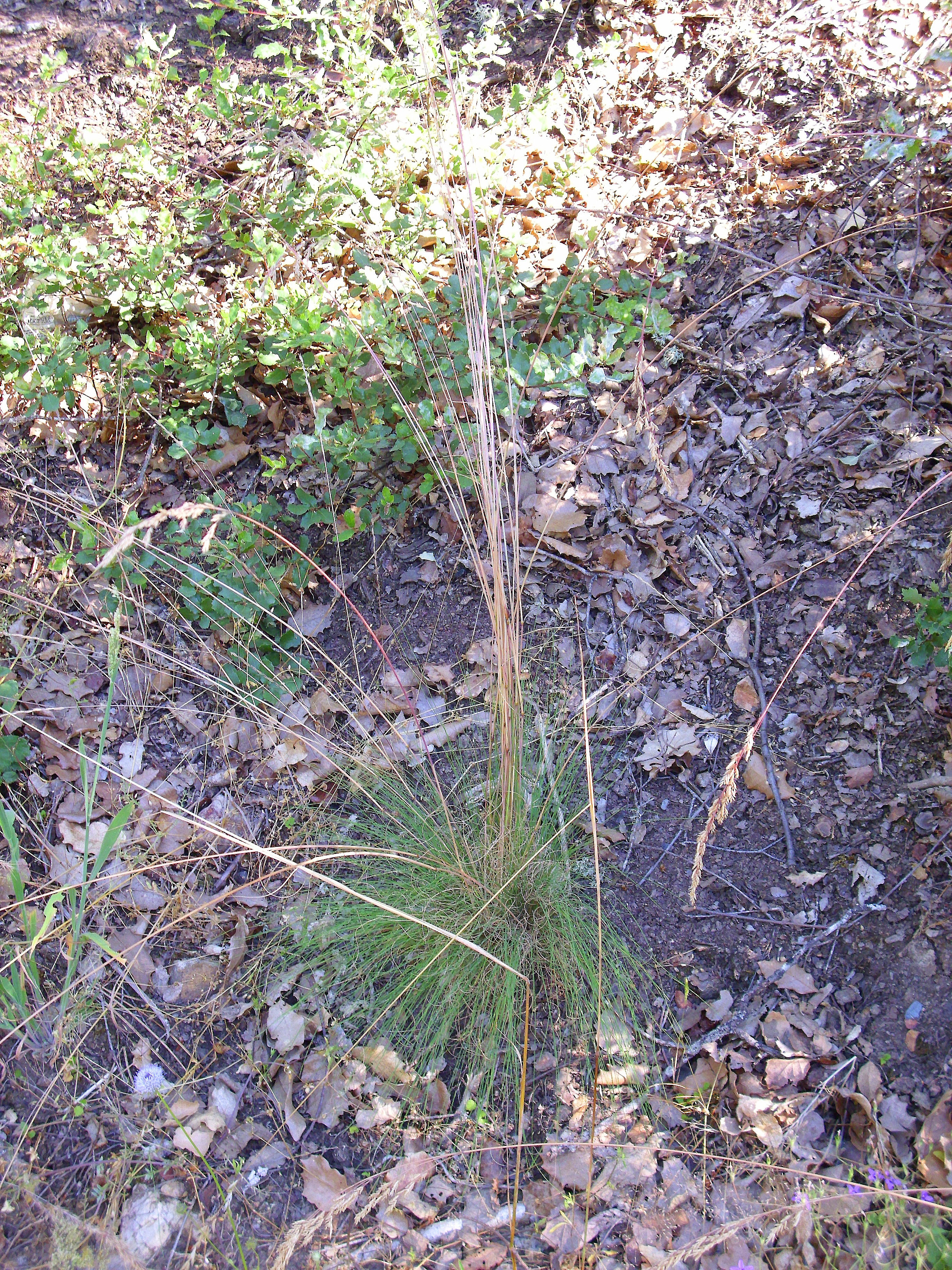
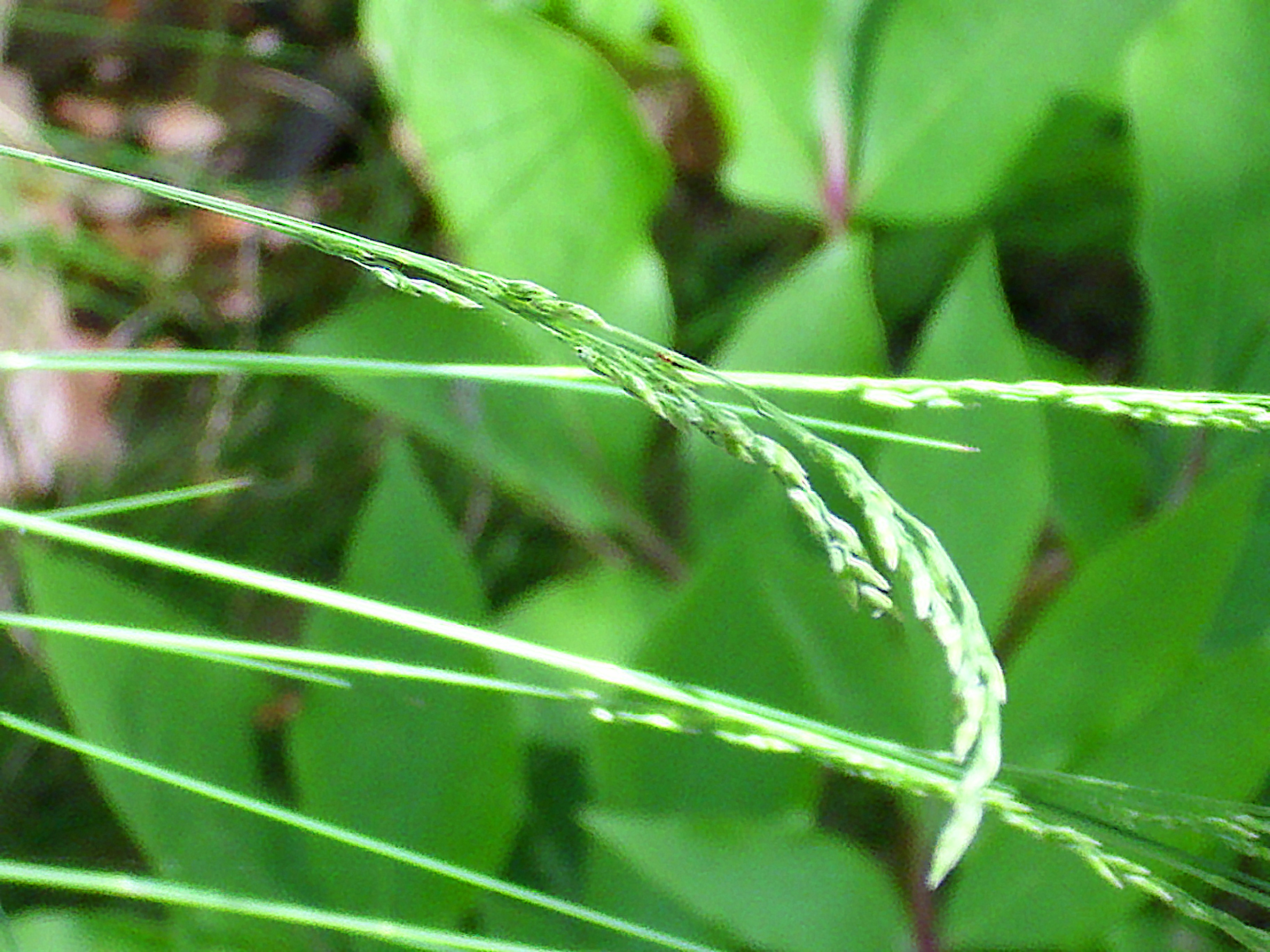
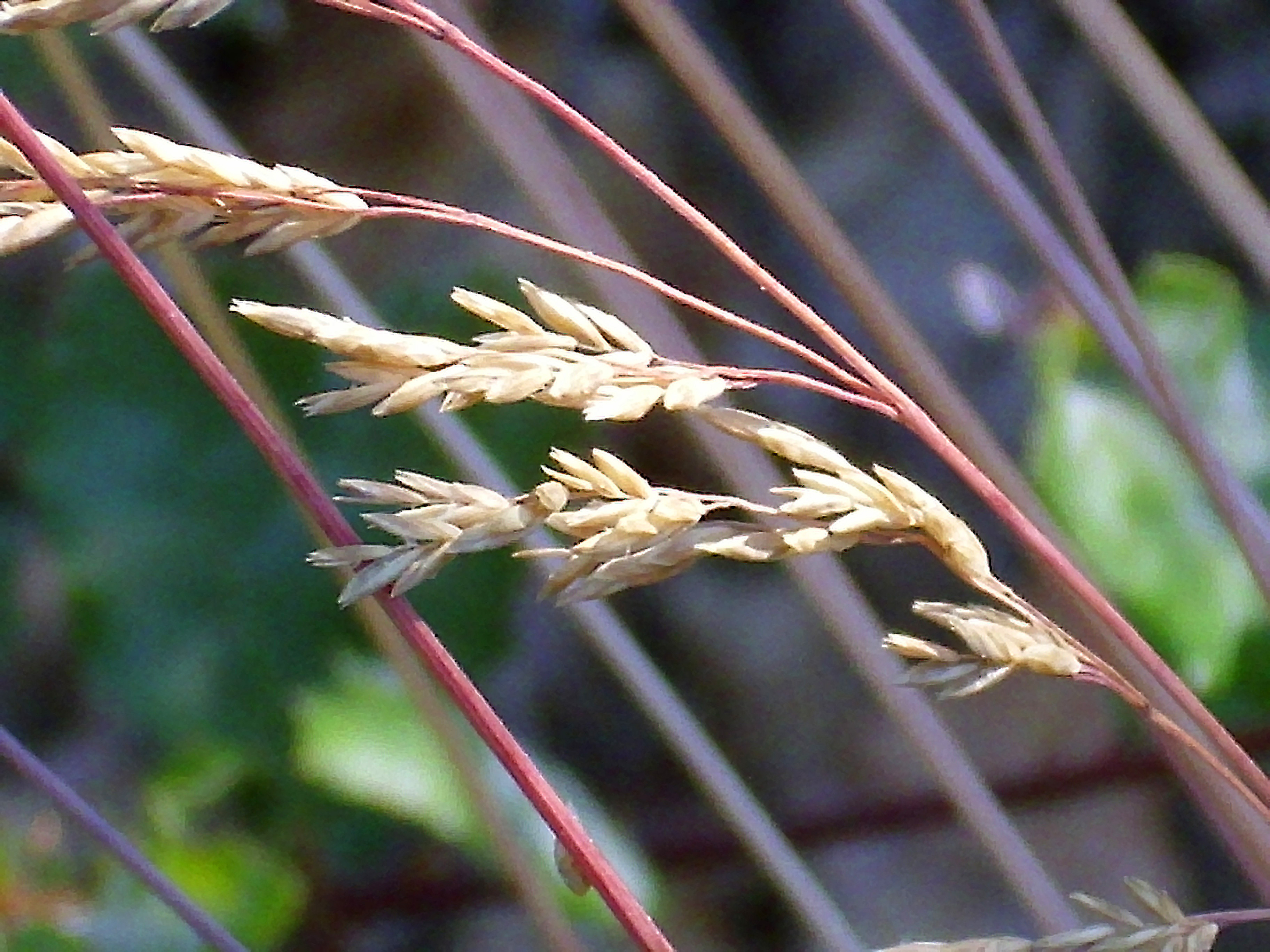
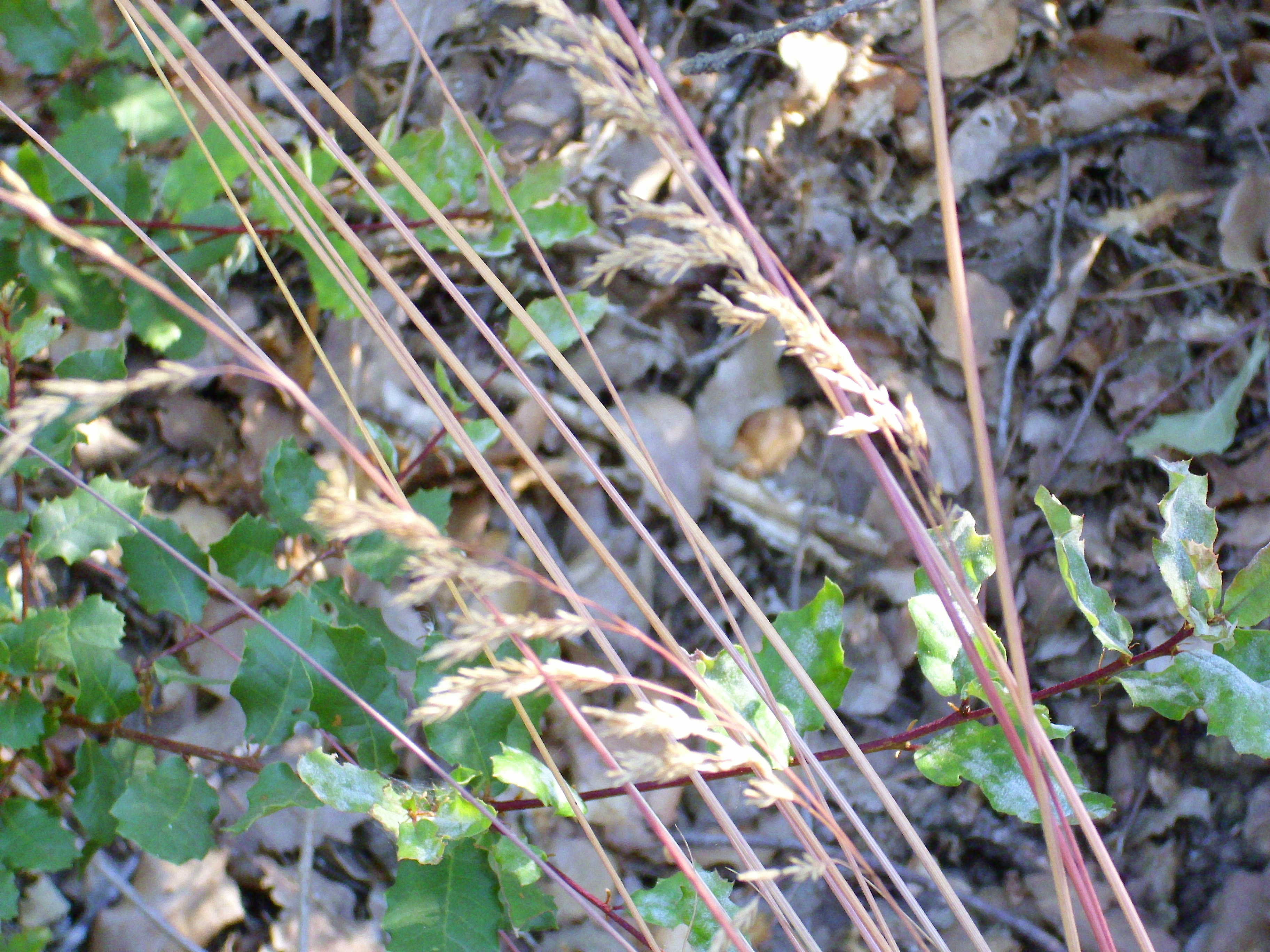